# Fort Sainte-Anne (Cap-Breton)
 (novembre 2023).
Si vous disposez d'ouvrages ou d'articles de référence ou si vous connaissez des sites web de qualité traitant du thème abordé ici, merci de compléter l'article en donnant les références utiles à sa vérifiabilité et en les liant à la section « Notes et références ».
Pour les articles homonymes, voir Fort Sainte-Anne.
Ne doit pas être confondu avec Fort Anne.
Le fort Sainte-Anne est un ancien fort français, situé à Englishtown sur l’île du Cap-Breton en Nouvelle-Écosse.

## Présentation
Le fort est construit par le capitaine Charles Daniel en 1629 à l'époque de la Nouvelle-France. Le petit fort avait une chapelle, une maison, et un magasin. Quarante personnes et deux pères jésuites y demeuraient. D'autres Français arrivent plus tard. C'est seulement vers la fin du XVIIe siècle que la communauté fleurit[Quoi ?]. Nicholas-Denys établit un poste de traite avec les Amérindiens et le village grossit. 
Le fort servit de 1629 à 1641, adjacent au fort Simon-Denys (1650-1659), et au fort Dauphin (1713-1745), deux autres forts militaires français sur ce site.